# Homens livres (1923)
Homens livres: livres da finança e dos partidos foi uma publicação de efémera duração (dois números – 1 e 12 de dezembro de 1923) cuja edição decorre da existência do movimento com o seu nome. Na sua constituição está um grupo muito heterogéneo que junta nomes como Raul Proença fundador da Seara Nova dirigida por uma elite intelectual republicana, e António Sardinha que dirige a segunda série da Nação Portuguesa. Aos últimos juntam-se vários membros do Grupo da Biblioteca (grupo iniciado por Jaime Cortesão então diretor da Biblioteca Nacional): António Sérgio, redator principal, Reynaldo dos Santos, Augusto da Costa, e várias outras individualidades que por si só formavam uma elite pensante, produtiva e ativa, a saber: Afonso Lopes Vieira, Agostinho de Campos, António Arroio, Aquilino Ribeiro, Augusto Casimiro, Aurélio Quintanilha, Câmara Reis, Carlos Malheiro Dias, Carlos Selvagem (pseudónimo), Castelo Branco Chaves, Celestino da Costa, Ezequiel de Campos, António de Sena Faria de Vasconcelos, Manuel da Silva Gaio, Marck Athias, Pequito Rebelo, Raúl Brandão, Raul Lino, Augusto Reis Machado, Francisco Lacerda, Reynaldo dos Santos, Sarmento Pimentel Simões Raposo, Vieira de Almeida, Hipólito Raposo, Francisco Aragão, António Alves Martins, Jaime de Magalhães Lima, Quirino de Jesus e Paulo Merêa.